# Gunillaea rhodesica
Gunillaea rhodesica är en klockväxtart som först beskrevs av Robert Stephen Adamson, och fick sitt nu gällande namn av Mats Thulin. Gunillaea rhodesica ingår i släktet Gunillaea och familjen klockväxter. Inga underarter finns listade i Catalogue of Life.